# 1994년 토론토 국제 영화제
제19회 토론토 국제 영화제는 1994년 9월 8일부터 9월 17일까지 캐나다 온타리오주 토론토에서 열린 시상식이다. 개막작으로는 리차드 J. 루이스(Richard J. Lewis)의 "Whale Music"이 선정됐다. 영화제 명칭이 페스티벌오브페스티벌(Festival of Festivals)에서 토론토국제영화제(Toronto International Film Festival)로 변경됐다.

## 수상 및 후보

### 관객상
- 프리스트 - 안토니아 버드 수상

### FIPRESCI-상
- 궁전의 침묵 - 무피다 트라틀리 수상